# Blooms Taxonomie
Blooms Taxonomie ist ein Klassifikationssystem für Lernziele, das ursprünglich 1956 von Benjamin Bloom und anderen entwickelt wurde. Das System unterscheidet drei sogenannte Domänen (domains): kognitiv, affektiv und psychomotorisch. Am häufigsten als Lernzieltaxonomie verwendet wird die kognitive Domäne, denn sie ist ein wichtiges Werkzeug für Lehrende, um kognitive Anforderungen von Lernzielen zu differenzieren und diesen gerecht zu werden, indem das Lehr-/Lerngeschehen effektiv gestaltet und umgesetzt wird.
Die Taxonomie wurde im Jahr 2001 von David Krathwohl überarbeitet, wobei die Struktur und die Begriffe angepasst wurden. Krathwohl behielt die 6 Stufen bei, ordnete sie aber teilweise anders an und verwendete leicht andere Begriffe. Heute wird fast ausschließlich diese überarbeitete Version verwendet.
Neben Blooms Taxonomie bestehen weitere Lernzieltaxonomien, die Lernziele nach anderen Gesichtspunkten klassifizieren, bspw. die SOLO-Taxonomie.

## Cognitive Domain

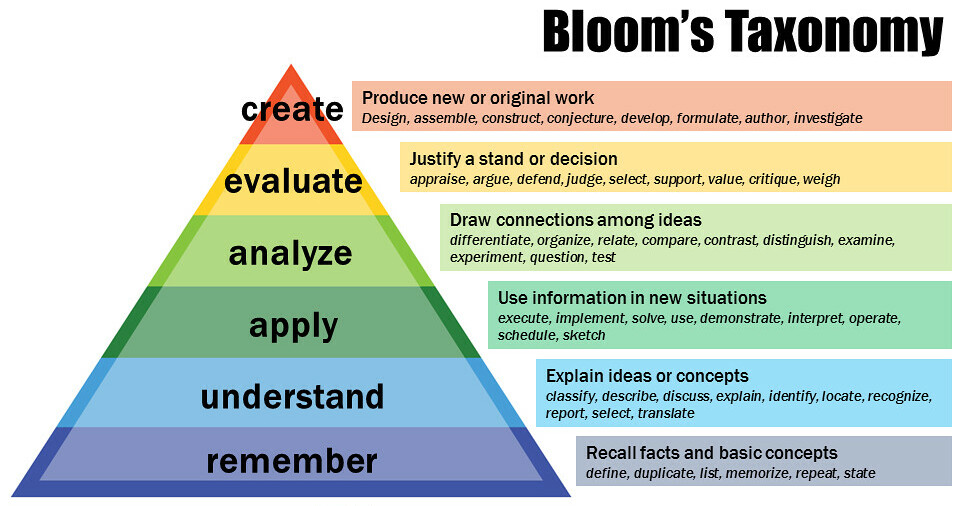
Blooms Taxonomie in der revidierten Version als Pyramide

Blooms Taxonomie besteht aus sechs kognitiven Stufen, die hierarchisch angeordnet sind und die Komplexität des Denkens in zunehmendem Maße widerspiegeln. Sie wird oft als Pyramide dargestellt, wobei die unteren Stufen die grundlegenden kognitiven Fähigkeiten darstellen und die oberen Stufen komplexere Denkprozesse. Bloom nannte die sechs Ebenen Wissen (knowledge), Verständnis (comprehension), Anwendung (application), Analyse, Synthese und Bewertung (evaluation). Krathwohl schlug eine Formulierung als Verben vor:
| Kategorie   | Category   | Beschreibung                                                      | Schlüsselwörter |
| ----------- | ---------- | ----------------------------------------------------------------- | --- |
| erinnern    | remember   | Fakten und grundlegende Konzepte abrufen.                         | definieren, vervielfältigen, auflisten, auswendig lernen, wiederholen, angeben                                                             |
| verstehen   | understand | Ideen oder Konzepte in eigenen Worten wiedergeben.                | klassifizieren, beschreiben, diskutieren, erklären, identifizieren, lokalisieren, erkennen, berichten, auswählen, übersetzen               |
| anwenden    | apply      | Informationen in neuen Situationen nutzen.                        | ausführen, umsetzen, lösen, verwenden, demonstrieren, interpretieren, operieren, planen, skizzieren                                        |
| analysieren | analyze    | Verbindungen zwischen Ideen herstellen.                           | differenzieren, organisieren, in Beziehung setzen, vergleichen, kontrastieren, unterscheiden, untersuchen, experimentieren, fragen, testen |
| bewerten    | evaluate   | Basierend auf den Lernmaterialien einen Standpunkt rechtfertigen. | einschätzen, argumentieren, verteidigen, beurteilen, auswählen, unterstützen, bewerten, kritisieren, abwägen                               |
| erschaffen  | create     | Eine neue oder originelle Arbeit entwickeln.                      | entwerfen, zusammenstellen, konstruieren, mutmaßen, entwickeln, formulieren, verfassen, untersuchen                                        |

Krathwohl fügt dieser kognitiven Prozessdimension eine Inhaltsdimension hinzu. Diese unterscheidet die vier Wissensarten Faktenwissen, begriffliches Wissen, prozedurales Wissen und metakognitiven Wissen. Die daraus entstehende Matrix hilft Lehrenden dabei, Lernziele zu erstellen und Lernaktivitäten zu planen, die auf unterschiedliche kognitive Fähigkeiten abzielen.

## Affektive Domain
In dieser Domäne werden emotionale Prozesse, wie Gefühle, Anerkennung, Enthusiasmus, Motivation und Attitüde adressiert.
| Kategorie             | Category           | Beschreibung |
| --------------------- | ------------------ | --- |
| empfangen             | receive            | Man hört zu, ist aufmerksam und willens sich auf die Inhalte einzulassen.                                                                           |
| reagieren             | respond            | Beteiligt sich aktiv an Diskussion oder am Lernprozess.                                                                                             |
| werten                | value              | Der annotierte Wert eines Lerngegenstands, Phänomen o.ä, wird festgestellt. Die Wertigkeit kann zwischen Akzeptanz bis hin zu Engagement rangieren. |
| organisieren          | organize           | Die Lernenden können die Lerngegenstände in das eigene Wertesystem einordnen, Konflikte dazu auflösen, Relationen und Vergleiche finden.            |
| Werte internalisieren | internalize values | Aus den gelernten Werten entsteht ein neues, eigenständiges und gelebtes Wertesystem.                                                               |

## Psychomotor Domain
In dieser Domäne wird berücksichtigt, dass das Erlernen von Fähigkeiten auch physische Bewegung, Koordination und motorische Fähigkeiten erfordert. Das Erlernen dieser Fähigkeiten erfordert ein praktisches Einstudieren, welches die folgenden Phasen durchläuft.
| Kategorie                | Category               | Beschreibung |
| ------------------------ | ---------------------- | --- |
| Wahrnehmung              | Perception             | Die sensorischen Fähigkeiten werden benutzt, um Aktivitäten zu planen.                                                                                           |
| Bereit                   | Set                    | Man ist mental, physisch und emotional bereit zu agieren. |
| Angeleitete Reaktion     | Guided Response        | Wiederholt einen vorher gezeigten Prozess, welcher auch noch fehlerbehaftet sein kann.                                                                           |
| Vorgang                  | Mechanism              | Eine Übergangsphase, um eine komplexe Fähigkeit zu lernen, in der die einstudierte Bewegung oder Habitus mit Selbstbewusstsein und Sicherheit durchgeführt wird. |
| Komplexe offene Reaktion | Complex Overt Response | Eine Ausführung einer komplexen Fähigkeit mit minimalen Energieeinsatz. Automatismen wurden gelernt und internalisiert.                                          |
| Adaption                 | Adaptation             | Fähigkeiten können individuell an spezielle, nicht vorher einstudierte, Anforderungen angepasst werden.                                                          |
| Schaffung                | Origination            | Neue (Bewegungs-)Abläufe werden entwickelt, um in bestimmten Situationen besser agieren zu können.                                                               |

## Kritiken an der Taxonomie der kognitiven Domäne
Im Laufe der Jahre wurde verschiedene Kritik gegen die Taxonomie vorgebracht:
- Starre Hierarchie: Die Taxonomie stellt Lernziele in einer hierarchischen Reihenfolge dar, die nahelegt, dass höhere Ordnungsziele erst erreicht werden können, wenn die niedrigeren Ziele erreicht sind. Kritiker argumentieren, dass dies eine übermäßig vereinfachte Sichtweise auf den Lernprozess ist, da Lernende in der Realität oft mehrere Denkprozesse gleichzeitig oder in unterschiedlicher Reihenfolge durchlaufen. Wechselwirkungen zwischen den beteiligten Prozessen werden übersehen.
- Kulturelle Verzerrungen: Die Taxonomie kann kulturelle Verzerrungen enthalten, da sie auf der westlichen Pädagogik basiert. Kritiker argumentieren, dass dies zu einer Ungleichheit der Bildungschancen für Schüler aus anderen Kulturen führen kann, da ihre Denk- und Lernstile möglicherweise nicht vollständig berücksichtigt werden.[7]
- Vernachlässigung nicht-kognitiver Aspekte des Lernens: Die Taxonomie vernachlässigt dabei andere Aspekte des Lernens, wie sozial-emotionale und moralische Entwicklung. Dies kann dazu führen, dass Lehrkräfte ein unausgewogenes Bild des Lernprozesses erhalten und wichtige Faktoren übersehen.
- Linearität und Reduktionismus: Die Taxonomie kann dazu führen, dass der Lernprozess als linear und reduktionistisch betrachtet wird. Kritiker argumentieren, dass dies die Komplexität und Dynamik des Lernens nicht angemessen abbildet, insbesondere in Bezug auf kreatives Denken und Problemlösen, die oft von Netzwerkdenken und holistischen Ansätzen profitieren.
- Anwendbarkeit in der Praxis: Einige Kritiker stellen die praktische Anwendbarkeit der Taxonomie in Frage, insbesondere in Bezug auf die Beurteilung und Messung von Lernzielen. Sie argumentieren, dass die Kategorisierung von Denkprozessen in der Praxis schwierig sein kann, und es ist unklar, wie genau die Taxonomie in verschiedenen Lehr- und Lernkontexten angewendet werden sollte.

Trotz dieser Kritikpunkte bleibt Blooms Taxonomie ein einflussreiches Modell in der Bildung, und viele Pädagogen schätzen es als nützliches Werkzeug zur Planung und Strukturierung von Lehr- und Lernprozessen. In Deutschland ist stattdessen das dreistufige Modell der Anforderungsbereiche verbreitet.